# Neoseiulus aleurites
Neoseiulus aleurites är en spindeldjursart som beskrevs av Emile Enrico Ragusa och Athias-Henriot 1983. Neoseiulus aleurites ingår i släktet Neoseiulus och familjen Phytoseiidae. Inga underarter finns listade i Catalogue of Life.